# Colin Beashel
Colin Kenneth Beashel (ur. 21 listopada 1959 w Sydney) – australijski żeglarz sportowy. Brązowy medalista olimpijski z Atlanty.
Brał udział w sześciu igrzyskach (IO 84, IO 88, IO 92, IO 96, IO 00, IO 04). Brązowy medal w Atlancie zdobył w klasie Star. Wspólnie z nim płynął David Giles. W 1998 wspólnie zdobyli mistrzostwo świata, w 1999 zostali mistrzami Europy. W 1993 i 1995 był mistrzem globu w klasie Etchells. W 1983 znajdował się w załodze Australii II, kiedy ta wygrywała Puchar Ameryki.